# The Mysterious Stranger (film 1913)
The Mysterious Stranger è un cortometraggio muto del 1913. Il nome del regista non viene riportato nei credit.

## Trama
Uno straniero misterioso perseguita con la sua presenza ossessiva Ralph Jones, un uomo d'affari. Jones vede l'altro dappertutto: in casa, in ascensore, in ufficio, nel taxi... tra le braccia di sua moglie. In realtà, l'uomo misterioso è un'illusione creata dal dottor Chillbrook che, dietro preghiera della moglie di Jones, ha ipnotizzato Ralph. Distratto dal suo lavoro, infatti, Jones trascura la moglie e la maltratta. Ma la cura studiata dal dottore lo porterà a più miti consigli e gli farà promettere di trattare per il futuro con più gentilezza la moglie dedicandole più attenzioni.

## Produzione
Il film fu prodotto dalla Essanay Film Manufacturing Company.

## Distribuzione
Distribuito dalla General Film Company, il film - un cortometraggio di una bobina - uscì nelle sale cinematografiche USA il 13 giugno 1913.